# Каюк (прізвище)
Каюк — українське прізвище, найбільш поширене на Придніпров'ї. Подібні прізвища — Каюн, Каюда. Ймовірно, прізвище походить від прізвиська Каюк, що вказувало на рід занять людини, наприклад, корабельник. Саме ж слово «каюк» має декілька значень: невеликий човен та, розмовне, смерть, капут.
Відомі особи, носії прізвища:
- Каюк Дмитро Григорович — вчений-історик, Дніпровський національний університет імені Олеся Гончара.
- Каюк Яків Федорович ― український вчений, доктор фізико-математичних наук, професор.